# Strafford megye
Strafford megye az Amerikai Egyesült Államokban, azon belül New Hampshire államban található. Megyeszékhelye és legnagyobb városa Dover. Lakosainak száma 130 889 fő (2020. április 1.). Strafford megye Carroll, Rockingham, Belknap, Merrimack és York megyékkel határos.

## Népesség
A megye népességének változása:
| Lakosok száma | 123 190 | 123 880 | 124 485 | 124 593 | 126 825 | 130 889 |
|               | 2010    | 2011    | 2012    | 2013    | 2015    | 2020    |